# Valentinianus III

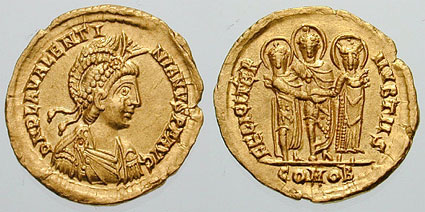
En solidus som avbildar Valentinianus och hans bröllop.

Valentinianus III, Flavius Placidus Valentinianus, född 2 juli 419 i Ravenna, död 16 mars 455 i Rom, var västromersk kejsare från 425 till 455. Valentinianus regeringstid karaktäriserades av att Västrom förlorade stora delar av sitt territorium. Vid hans död hade i stort sett hela Nordafrika, hela västra delen av Spanien och huvuddelen av Gallien förlorats.
Han var son till Constantius III (medkejsare till Honorius) och Galla Placidia. Han var därmed barnbarnsbarn till Valentinianus I och den siste kejsaren av Valentinianska dynastin. Han gifte sig med Licinia Eudoxia år 437.
Efter kejsare Honorius död 423 var Joannes västromersk kejsare tills han 425 störtades från makten genom hjälp från Östrom. Den unge Valentinianus blev då västromersk kejsare, men det var modern som utövade hans styre. Under denna tid konkurrerade två fältherrar, Bonifatius och Aëtius, om att utöva den faktiska makten. Aëtius intriger fick Bonifatius att göra uppror mot Rom, genom att vägra lämna sitt befäl i Afrika och eventuellt ha sökt stöd från vandalerna som invaderat Afrika. Bonifatius kallades senare hem av hovet men dog 432 efter att ha skadas i ett slag mot Aëtius. Därefter utövade Aëtius makten vid hovet sedan han tvingat till sig sin ställning genom stöd från barbarer. Aëtius försvarade det västromerska riket med skicklighet och kraft försvara riket, inte minst genom att på ett förnuftigt sätt behandlade de olika barbarfolken och upprätthöll förbindelser med dem. 450 dog Placidia och Valentinianus III, som nu hade eunucken Heraclius som rådgivare, försökte då göra sig oberoende av Aëtius. Dock gjorde Aëtius en ny insats för riket då han 451 besegrade Attila i slaget vid Katalauniska fälten. Valentinianus III dödade dock själv Aëtius år 454. 455 blev Valentinianus mördad av vänner till Aëtius, något som förmodligen arrangerades av senatorn Petronius Maximus, som han svårt förolämpat.